# Fakafifine
Les fakafifine sont des personnes originaires de Niue, assignées hommes à la naissance mais d'expression de genre féminine. À Niue, fakafifine est un troisième genre culturellement spécifique au pays,. Les personnes fakafifine sont similaires aux fa'afafine de Samoa, aux fakaleiti des Tonga, aux fakafafine de Wallis-et-Futuna ou aux Mahu de Hawaï.

## Étymologie
Ce terme vient du niuéen et est composé du préfixe faka- (à la manière de) et du suffixe -fifine (femme). Il est défini dans le Niue Language Dictionary comme « se comporter comme une femme » ou « être efféminé ». Un terme connexe est fakataane qui signifie « se comporter comme un homme ».
Fakafifine est inclus dans l'acronyme MVPFAFF (mahu, vakasalewalewa, palopa, fa'afafine, akava'ine, fakaleiti ou leiti et fakafifine), inventé par Phylesha Brown-Acton, pour « améliorer la sensibilisation à la diversité des genres du Pacifique  en plus du terme LGBTQI ». 

## Fakafifine célèbre
- Phylesha Brown-Acton (naissance en 1976), qui milite pour les droits humains[6].